# Lahrer Zeitung
Die Lahrer Zeitung ist eine in Lahr (Baden-Württemberg) erscheinende Regionalzeitung. Herausgeberin ist die Lahrer Zeitung GmbH. Die verkaufte Auflage beträgt 6578 Exemplare, ein Minus von 54,4 Prozent seit 1998.

## Geschichte
Die Quellenlage zur Geschichte der Lahrer Zeitung, die zuerst als Lahrer Wochenblatt erschien, ist dürftig. Eines der ältesten erhaltenen Dokumente befindet sich im Stadtarchiv der Stadt Lahr. Es ist eine Nota oder Quittung des Buchdruckers Johann Heinrich Geiger über den Empfang von Auslagen für „Satz, Druk und Papier á Gulden 6 per Riß“ und datiert auf den 25. Oktober 1794.
Aus dem Lahrer Wochenblatt wurde Anfang des 19. Jahrhunderts das Lahrer Intelligenz- und Wochen-Blatt für Polizei, Handel und Gewerbe. 1869 erhielt die Zeitung, die mittlerweile fast täglich erschien, ihren heutigen Titel: Lahrer Zeitung. Viele Jahre erschien die Zeitung im Lahrer Verlag Moritz Schauenburg.
Als ehemalige Tageszeitung für nationalsozialistische Politik und Mitteilungsblatt des Kreises Lahr der NSDAP erhielt die Lahrer Zeitung nach Ende des Zweiten Weltkriegs keine Lizenz der Besatzungsmächte. Die erste Nachkriegsausgabe erschien daher erst mit der Aufhebung des Lizenzzwangs am 15. Oktober 1949.
Seit Mitte 1997 war die Familie des Nürnberger Medienunternehmers Gunther Oschmann über die MC Verlags-KG (MC stand für Michael Oschmann und Constanze Oschmann) Alleineigentümerin der Lahrer Zeitung. Zum 3. Januar 2003 übernahm die Schwarzwälder Bote Mediengesellschaft mbH die Anteile. Die SBM gehört ihrerseits seit 2008 zur Stuttgarter Medienholding Süd und damit zur Südwestdeutsche Medien Holding (SWMH).

## Verbreitungsgebiet

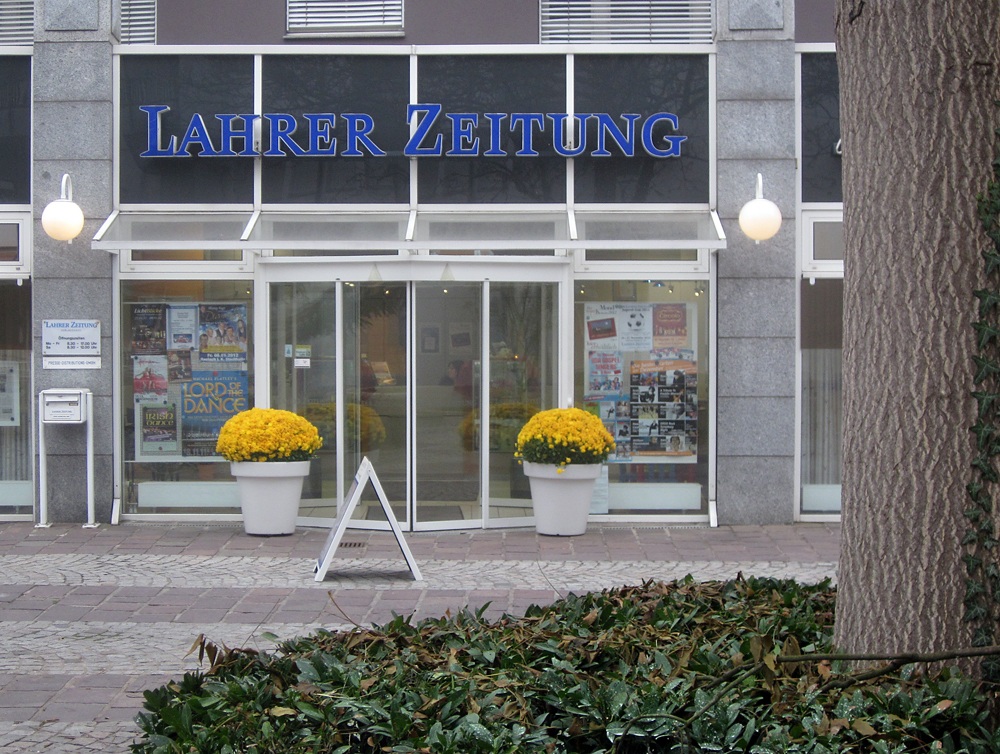
Die Geschäftsstelle der Lahrer Zeitung in der Lahrer Innenstadt

Das Verbreitungsgebiet der Lahrer Zeitung umfasst den ehemaligen Landkreis Lahr, der 1973 im Zuge der Kreisgebietsreform mit den Landkreisen Kehl, Wolfach und Offenburg im Ortenaukreis aufging.
Ihre Mantelseiten erhält die Zeitung von der Schwarzwälder Bote Mediengesellschaft mbH, dem Verlag des Schwarzwälder Boten. Die Mediengesellschaft mit Sitz in Oberndorf ist seit 2003 Gesellschafterin der Lahrer Zeitung GmbH.
Sitz von Redaktion und Vertrieb ist das Walpotenhaus in der Lahrer Innenstadt. Gedruckt werden die Ausgaben im Druckzentrum Südwest in Villingen-Schwenningen.

## Auflage
| 1998  | 1999  | 2000  | 2001  | 2002  | 2003  | 2004  | 2005  | 2006  | 2007  | 2008  | 2009  | 2010  | 2011 | 2012 | 2013 | 2014 | 2015 | 2016 | 2017 | 2018 | 2019 | 2020 | 2021 | 2022 | 2023 | 2024 |
| ----- | ----- | ----- | ----- | ----- | ----- | ----- | ----- | ----- | ----- | ----- | ----- | ----- | ---- | ---- | ---- | ---- | ---- | ---- | ---- | ---- | ---- | ---- | ---- | ---- | ---- | ---- |
| 14415 | 14332 | 14089 | 13933 | 13604 | 12970 | 12219 | 11605 | 11113 | 11232 | 10937 | 10823 | 10249 | 9871 | 9532 | 9151 | 8697 | 8281 | 8072 | 7791 | 7534 | 7369 | 7376 | 7304 | 7166 | 6907 | 6578 |

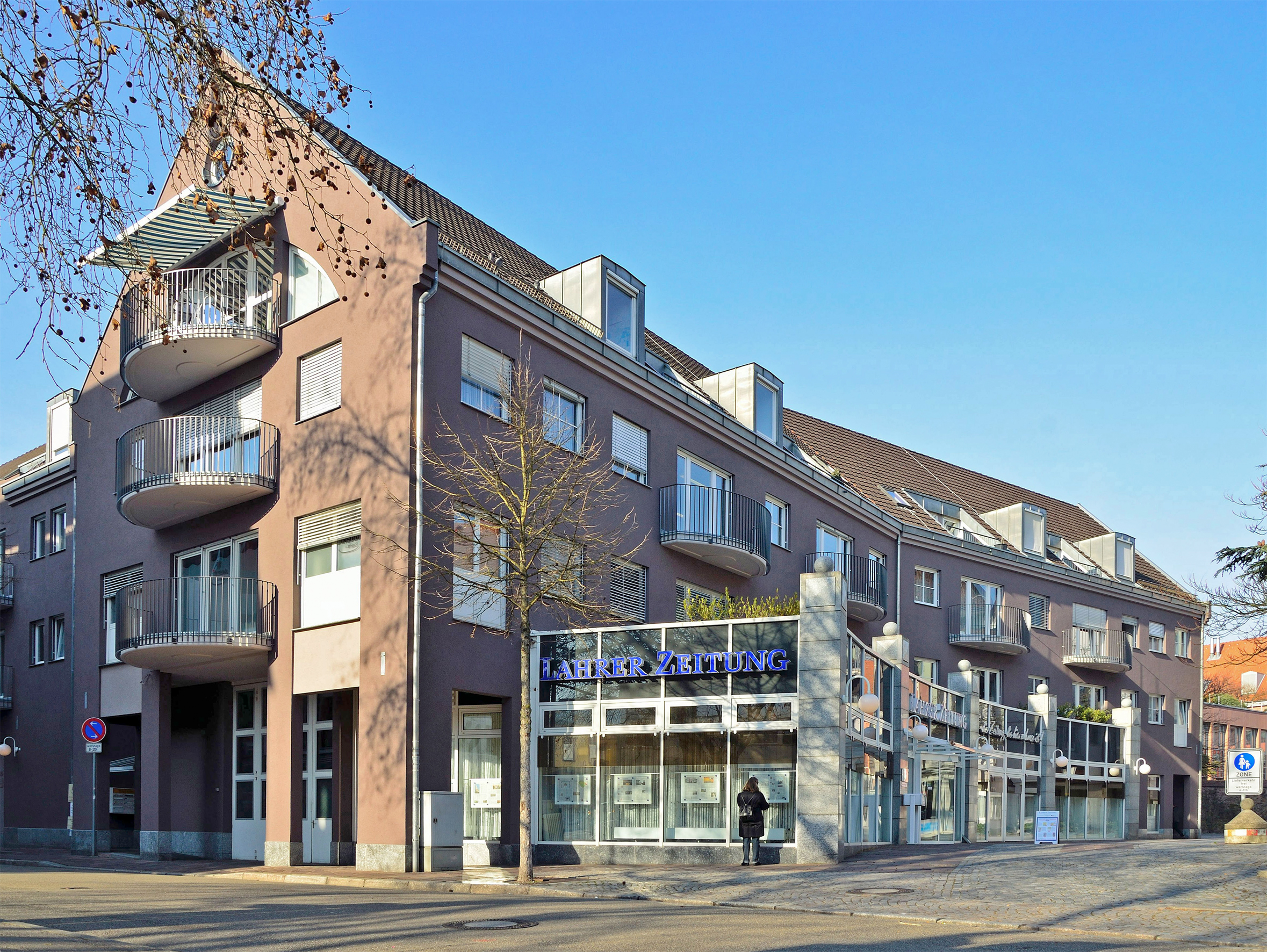
Das Walpotenhaus, der Sitz der Lahrer Zeitung

Die Lahrer Zeitung hat in den vergangenen Jahren erheblich an Auflage eingebüßt. Die verkaufte Auflage ist in den vergangenen 10 Jahren um durchschnittlich 2,8 % pro Jahr gesunken. Im vergangenen Jahr hat sie um 4,8 % abgenommen. Sie beträgt gegenwärtig 6578 Exemplare. Der Anteil der Abonnements an der verkauften Auflage liegt bei 91,1 Prozent. 
Im zweiten Quartal 2022 hatte die Lahrer Zeitung eine verkaufte Auflage von 7.212 Exemplaren und der Schwarzwälder Bote Kinzigtal eine verkaufte Auflage von 2.064 Exemplaren, was eine gemeinsamen verkaufte Auflage von 9276 Exemplaren ergab.
Einschließlich ihrer im Kinzigtal erscheinenden Ausgabe des Schwarzwälder Boten erreicht die Lahrer Zeitung aktuell eine verkaufte Auflage von 8405 Exemplare.

## Ausgaben
Neben den beiden Tageszeitungen Lahrer Zeitung und Schwarzwälder Bote Kinzigtal gibt die Lahrer Zeitung GmbH noch die kostenlosen Anzeigenblätter Kurier und Kinzigtal Kurier heraus, die wöchentlich erscheinen. Es besteht zudem eine Anzeigengemeinschaft mit der Schwarzwälder Bote Medienvermarktung Südwest GmbH in Oberndorf und der Schwarzwälder Post in Zell am Harmersbach.